# 山浦常克
山浦 常克（やまうら つねかつ、1932年11月30日 - 2012年10月11日）は日本の実業家。あすなろ書房創業者。

## 経歴
長野県佐久市出身。上京し、昭和22年（1947年）神田で読書指導専門誌「月刊児童図書館」を開業し、日本初の児童優良図書専門書店「森田書店」を開業するなど、児童書向け図書の販売に従事した後、滑川道夫の紹介により、同24年（1949年）珠算専門出版社の「牧書店」に入社し、「学校図書館文庫」の企画・編集に携わる。同36年（1961年）あすなろ書房を創業した。家庭教育書と児童書を中心に出版事業を展開した。